# Peter Lichtner-Hoyer
Peter Lichtner-Hoyer (* 28. Dezember 1925 in Graz, Steiermark; † 23. November 2020) war ein österreichischer Vielseitigkeitssportler und Oberst des Österreichischen Bundesheeres.

## Leben
Er wurde in der Zwischenkriegszeit als Sohn eines Offiziers der k. k. Kriegsmarine in der Villa Managetta am Fuße des Ruckerlbergs in Graz geboren. Sein Mentor und Lehrer bez. des Italienischen Reitsystems war nach dem Zweiten Weltkrieg der am Beginn des 20. Jahrhunderts selbst äußerst erfolgreiche Rennreiter und Generalmajor Camillo Bregant. Lichtner-Hoyer war selbst im fortgeschrittenen Alter im Reitsport aktiv und betrieb zusammen mit seiner Frau Erika ein Gestüt in Niederösterreich (Gut Ritzenhof). Er wurde in Würnitz bestattet.

## Karriere
Nach einer im Zweiten Weltkrieg erlittenen schweren Kriegsverletzung nahm er als Reiter und moderner Fünfkämpfer an 1500 Wettkämpfen teil und erreichte 1200 vordere Platzierungen. Lichtner-Hoyer nahm an 24 Welt- und Europameisterschaften teil.

## Olympiateilnahmen
- 1956 Olympische Sommerspiele in Stockholm im Springreiten
- 1960 Olympische Sommerspiele in Rom im Modernen Fünfkampf

## Auszeichnungen
- 2001: Goldenes Ehrenzeichen für Verdienste um die Republik Österreich[2]
- 2010: Panathlon Würdigungspreis[3][4]

## Publikationen
- Der vielseitigste Sportler der Welt
- 1985 Cavalletti-Training, Rüschlikon-Zürich : Müller
- 1989 Der letzte Husar, Wien : J und V
- 1998 Cavalletti-Arbeit, Lüneburg : Cadmos